# Münsterdreisen
Münsterdreisen (auch Münster-Dreisen) ist ein untergegangenes Kloster an der Pfrimm, zwischen Dreisen und Standenbühl im Donnersbergkreis, Rheinland-Pfalz. An seiner Stelle steht heute der zur Ortsgemeinde Dreisen gehörende Münsterhof.

## Geschichte
Gegründet wurde es 868 als Benediktinerinnenkloster durch einen Herzog Nanthar und seine Frau Kunigunde. Schutzpatron der Klosterkirche war Saturninus von Toulouse. Nach dem Tod des Stifters fiel das Kloster an die Salier. 951 soll es bei einem Ungarnzug zerstört worden sein.  Die Salier gründeten es im 3. Viertel des 11. Jahrhunderts neu als Augustinerchorherren-Kloster.
1144 wurde Münsterdreisen durch den Erben der Salier, Herzog Friedrich II. von Schwaben, unter Mithilfe seines Verwandten Graf Ludwig III. von Arnstein, in ein Prämonstratenserkloster umgewandelt und mit Chorherren aus dessen Kloster Arnstein besiedelt. Friedrichs Bruder, der römisch-deutsche König Konrad III., bestätigte bei dieser Gelegenheit die alten Rechte und machte neue Schenkungen. Damit begann die bedeutendste Epoche von Münsterdreisen, welche im 14. Jahrhundert zu Ende ging. Laut der Vita des Grafen Ludwig von Arnstein – verfasst um 1200 von dem Arnsteiner Prämonstratenser Luwandus – befand er sich um 1140 mit Herzog Friedrich II. in Münsterdreisen. Das Kloster habe „einer Schänke“ geglichen und Jagdhunde seien in der Kirche umhergelaufen. Aufgrund dieses Erlebnisses habe ihn sein Verwandter, Herzog Friedrich II. gebeten, den Konvent zu reformieren. Der selbst zum Ordensmann gewordene und später als Seliger verehrte Graf Ludwig III. von Arnstein entsprach der Bitte. Er berief sechs Prämonstratenser aus dem Kloster Gottesgnaden (bei Calbe an der Saale) nach Münsterdreisen, ebenso seinen eigenen Kaplan Marquard, der 1145 erster Propst wurde. Dessen Amtsnachfolger Burkard von Münsterdreisen erteilte dem Seligen die Sterbesakramente, als er 1185 im nahen Kloster Gommersheim bei Gau-Odernheim starb.
Für die von Graf Ludwig III. von Arnstein im Kloster Bethlenrode bei Kirdorf betreuten Prämonstratenser-Chorfrauen, die er in die Pfalz verpflanzte und zunächst in Stetten ansiedelte, errichtete man um 1146 in Marienthal einen Konvent, der dem Kloster Münsterdreisen juristisch unterstellt wurde. Kurze Zeit später folgte die Stiftung des Prämonstratenserinnen-Klosters Enkenbach als weiteres Tochterkloster von Münsterdreisen.
Ab 1320 stand ein Abt, statt des bisherigen Propstes, der Kommunität vor. Am 5. Dezember 1523 übergab der letzte Abt, Johann Bicker, „als der Zeit ein eintzig betagten Person im Closter, on andere gehapte Conventuallbruder“ seinen Konvent dem Kloster Lorsch, von wo aus man den Besitz durch einen Propst verwaltete; im Bauernkrieg kam es 1525 zur Plünderung und Zerstörung. Am 16. Mai 1541 tauschte der von Lorsch bestellte Propst Jakob Zentner die Abtei Münsterdreisen samt dem abgegangenen Kloster Marienthal sowie allen zugehörigen Rechten und Gefällen mit der Kurpfalz gegen andere Liegenschaften ein. In der Abtretungsurkunde heißt es u. a.:„weil genannte Abtei weit entlegen ist und ihr Besitz dem Kloster Lorsch viel Irrungen, Zank und Widerwärtigkeiten“ eingebracht habe, außerdem seien im vergangenen Bauernaufruhr Kirche und Kloster verbrannt und zerrissen worden.
Münsterdreisen gehörte zu jenen zwölf nahezu verlassenen Pfälzer Klöstern, die Papst Julius III. 1551 dem Kurfürsten Friedrich II. von der Pfalz erlaubte aufzulösen, um ihre Güter zugunsten der Universität Heidelberg und des Gottesdienstes in der dortigen Schlosskapelle einzuziehen. Aufgrund dieser Erlaubnis erschienen am Mittwoch, den 6. September 1553, die kurpfälzischen Beauftragten, Universitätsrektor und Erster Professor für Medizin Johann Wagenmann († 1557) und Wendelin Sprenger, Dekan des Heidelberger Hl.-Geist-Stiftes, in Münsterdreisen, wo ihnen der dortige Keller, Valentin Weißbrod, die Schlüssel der Abtei überreichte. Sie nahmen sie für die Kurpfalz in Besitz und ließen die Untertanen des Klosters, die Bewohner von Dreisen und Standenbühl, auf den neuen Eigentümer vereidigen. Damit war das Kloster offiziell aufgelöst.
In Bolanden, an der äußeren Nordwand der Klosterkirche Hane, befindet sich ein gotisches Sakramentshaus (um 1400), das in einem Keller des Münsterhofes eingemauert war und um 1900 als Spolie zunächst auf das Gelände des Gymnasiums Weierhof, von dort aber in jüngster Zeit zum Kloster Hane kam. Es stammt offenbar aus der Klosterkirche Münsterdreisen und ist ein besonders wertvolles und außergewöhnliches Stück. Nach vorn war die große Spitzbogenöffnung ohne Tür oder Gitter und innen zeigt es an Wänden und Decke die sehr feine Miniatur-Scheinarchitektur eines Kreuzrippengewölbes mit Schlussstein in Rosenform. Daraus lässt sich schließen, dass es ein offenes Sakramentshaus oder überwölbter Sakramentsthron war, wo das Allerheiligste zur Aussetzung (Ausstellung zur Anbetung) mit einer Monstranz bzw. im Ziborium hingestellt wurde.

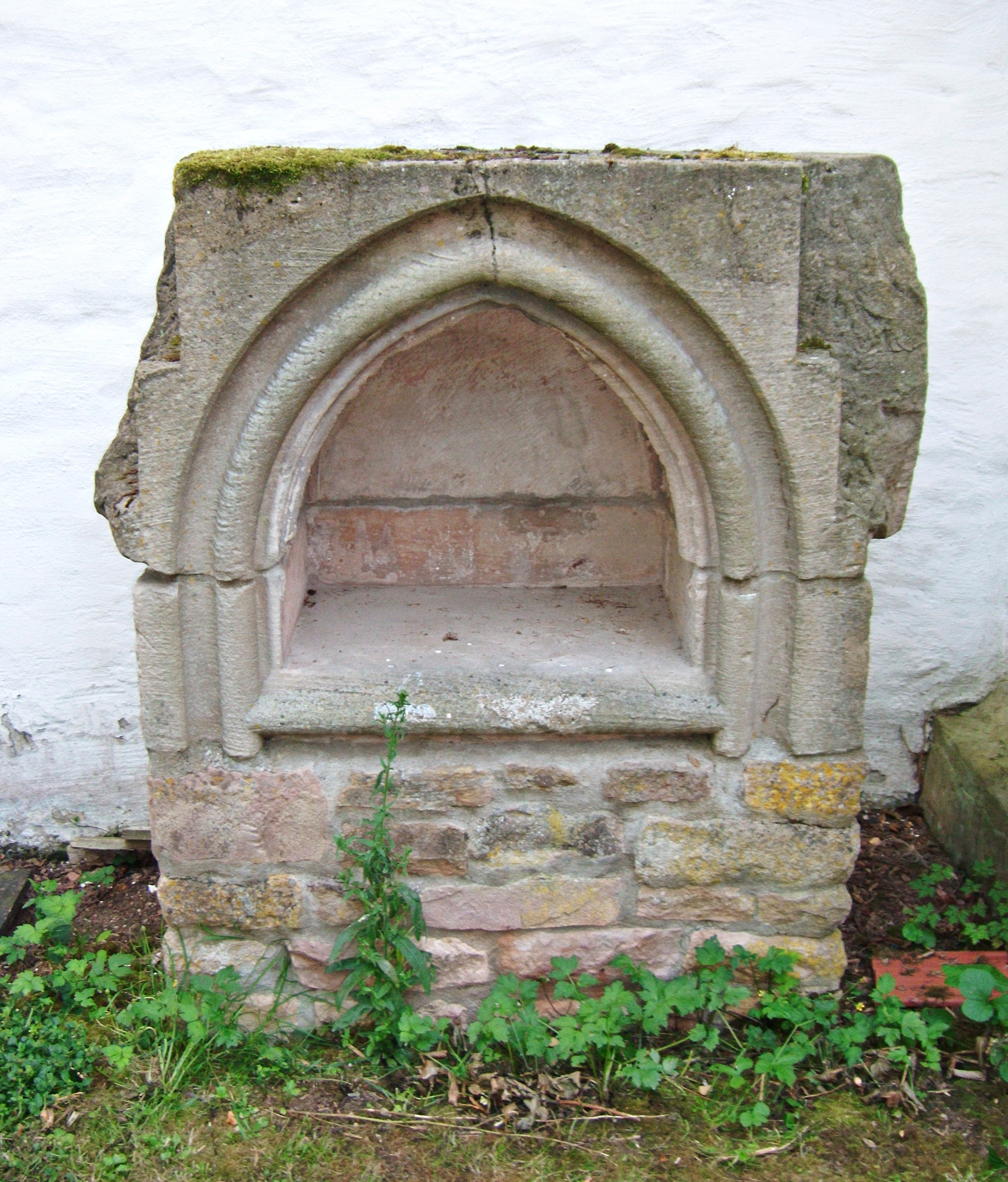
Bolanden, Alter Friedhof beim Kloster Hane, Sakramentshaus vom Kloster Münsterdreisen
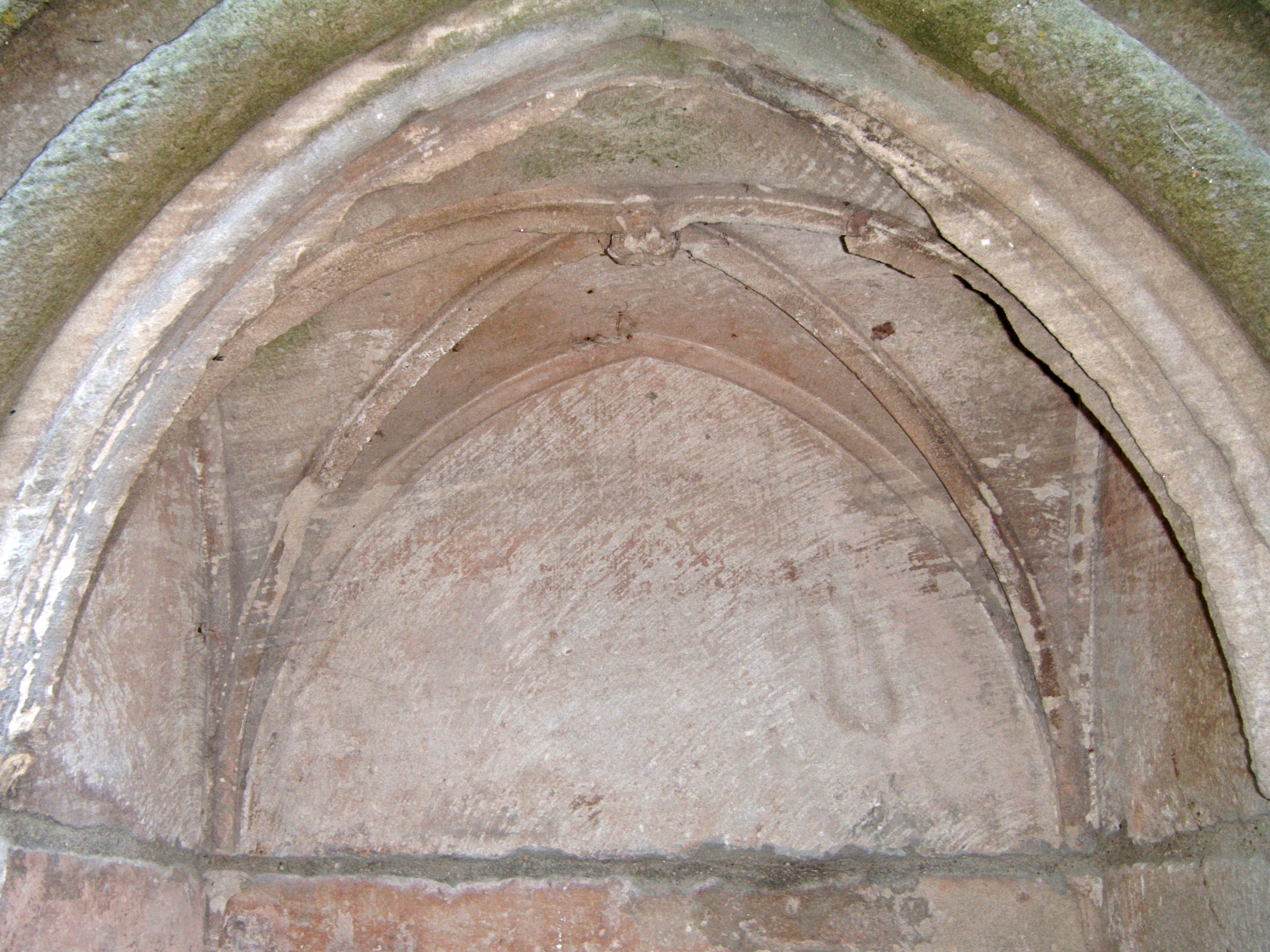
Münsterdreisener Sakramentshaus, „Innenarchitektur“ von vorn
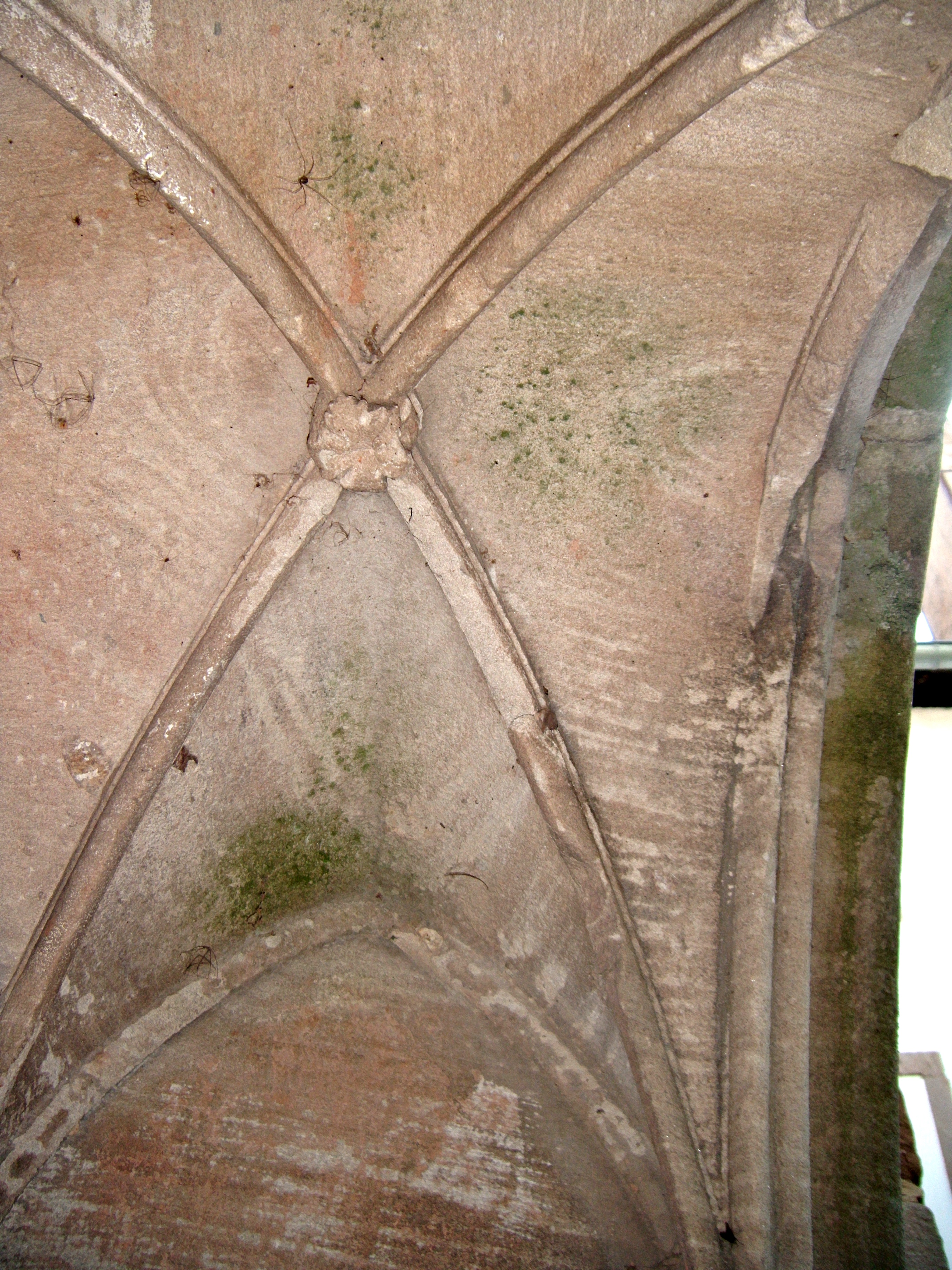
Münsterdreisener Sakramentshaus innen, Decke und Seitenwand
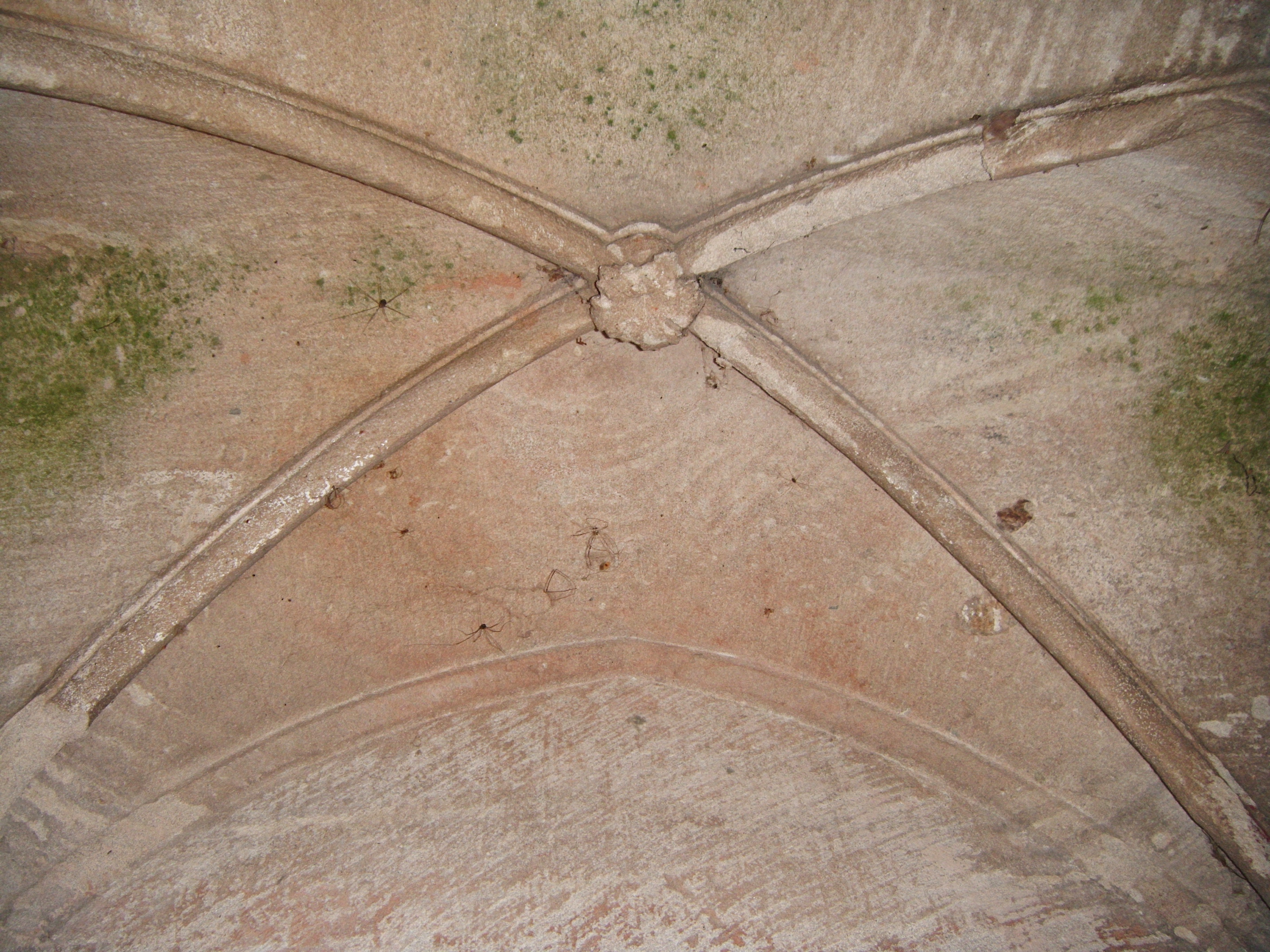
Münsterdreisener Sakramentshaus innen, Kreuzrippendecke mit Schlussstein

## Varia

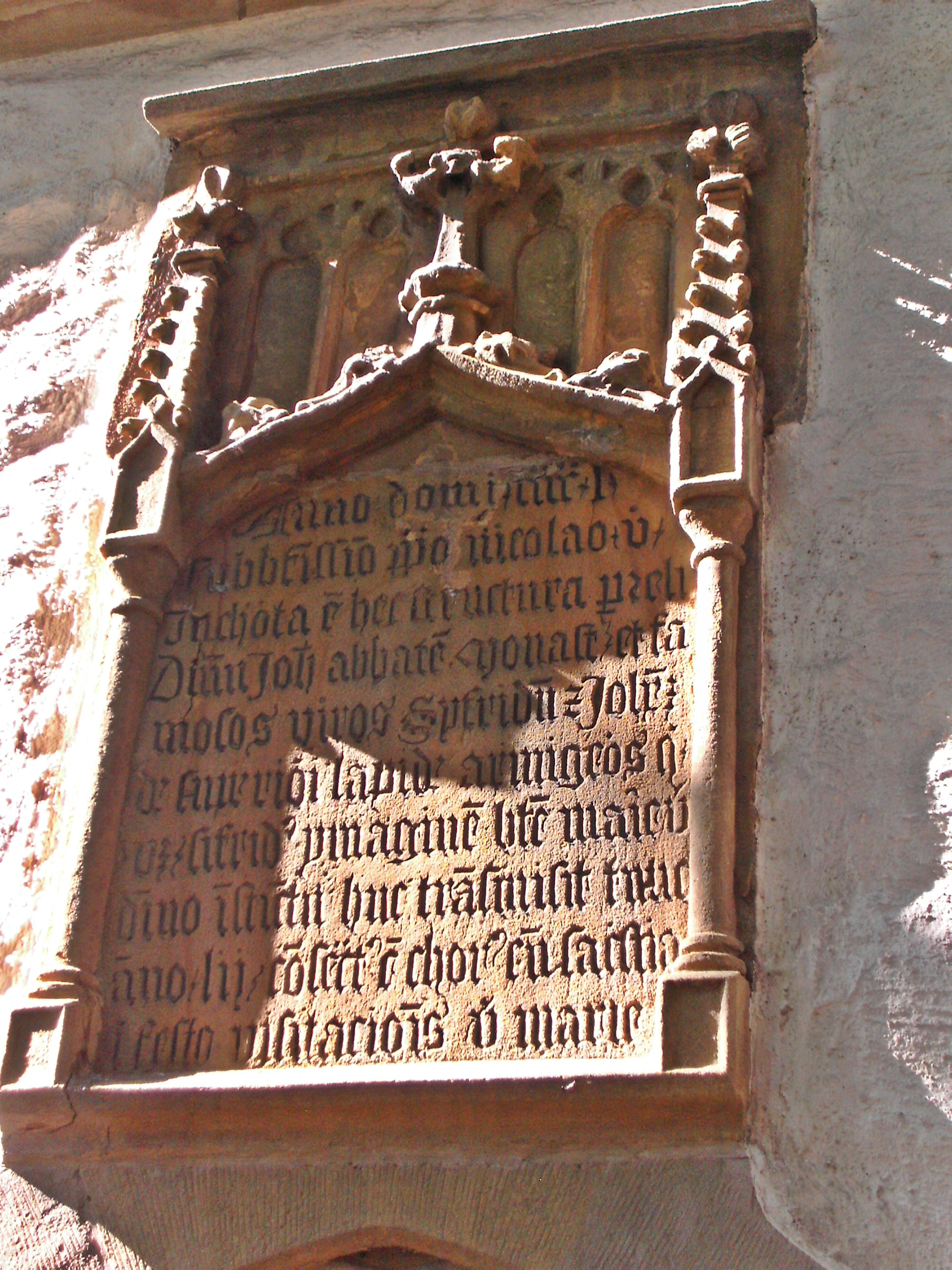
Gotischer Gedenkstein an der Prot. Kirche in Steinbach am Donnersberg, zur Erinnerung an die Kirchweihe, durch Abt Johann von Münsterdreisen, 1452

Im Bestand der British Library zu London befindet sich ein um 1150 entstandenes Manuskript, das aus dem Kloster Münsterdreisen stammt. Es handelt sich um einen Band der Etymologiae des Bischofs Isidor von Sevilla, mit einem zeitgenössischen Vermerk, dass es von 8 Ordensschwestern für die "Herren von Münsterdreisen" kopiert wurde.
Im Jahre 1450 legte Abt Johann von Münsterdreisen den Grundstein zum Bau einer Marienkirche, der heutigen prot. Pfarrkirche in Steinbach am Donnersberg, da der Ritter Sigfried von Oberstein ein Marienbild in den Ort gebracht habe. Die Kirche wurde 1452 geweiht und ein diesbezüglicher, gotischer Gedenkstein dort eingelassen, der sich bis heute erhalten hat.